# مات شولز
مات شولز (بالإنجليزية: Matt Schulze)‏ هو موسيقي وممثل أمريكي، ولد في 3 يوليو 1972 بسانت لويس في الولايات المتحدة. بدأ مشواره المهني سنة 1998.

## أعمال

### أفلام
- (1998) بليد[2]
- (2001) السرعة والغضب[3]
- (2002) الناقل[4]
- (2002) بليد 2[5]
- (2004) بعيد المنال
- (2007) السيد بروكس[6]
- (2011) السرعة الخامسة[7]

### مسلسلات
- ويدز

## وصلات خارجية
- مات شولز على موقع IMDb (الإنجليزية)
- مات شولز على موقع ألو سيني (الفرنسية)
- مات شولز على موقع أول موفي (الإنجليزية)
- مات شولز على موقع قاعدة بيانات الأفلام السويدية (السويدية)
- مات شولز على موقع قاعدة بيانات الفيلم (الإنجليزية)
- مات شولز على موقع كينوبويسك (الروسية)